# Anisomeles
Anisomeles és un gènere format per 20 espècies de plantes amb flors, i que pertany a la família de les lamiàcies.

## Taxonomia
| - Anisomeles albiflora - Anisomeles australis - Anisomeles candicans - Anisomeles cuneata - Anisomeles disticha - Anisomeles furcata - Anisomeles glabrata - Anisomeles heyneana - Anisomeles indica - Anisomeles inodora | - Anisomeles intermedia - Anisomeles malabarica - Anisomeles mollissima - Anisomeles moschata - Anisomeles nepalensis - Anisomeles ovata - Anisomeles salviaefolia - Anisomeles salviifolia - Anisomeles secunda - Anisomeles tonkinensis |